# Audouville-la-Hubert
Audouville-la-Hubert és un municipi francès situat al departament de la Manche i a la regió de Normandia. L'any 2007 tenia 64 habitants.

## Demografia

### Població
El 2007 la població de fet d'Audouville-la-Hubert era de 64 persones. Hi havia 32 famílies de les quals 14 eren unipersonals (5 homes vivint sols i 9 dones vivint soles), 9 parelles sense fills i 9 parelles amb fills.
La població ha evolucionat segons el següent gràfic:
Habitants censats

### Habitatges
El 2007 hi havia 51 habitatges, 33 eren l'habitatge principal de la família, 14 eren segones residències i 5 estaven desocupats. Tots els 51 habitatges eren cases. Dels 33 habitatges principals, 27 estaven ocupats pels seus propietaris i 6 estaven llogats i ocupats pels llogaters; 1 tenia una cambra, 1 en tenia dues, 5 en tenien tres, 6 en tenien quatre i 20 en tenien cinc o més. 32 habitatges disposaven pel capbaix d'una plaça de pàrquing. A 20 habitatges hi havia un automòbil i a 9 n'hi havia dos o més.

### Piràmide de població
La piràmide de població per edats i sexe el 2009 era:
| Homes | Edats   | Dones |
| ----- | ------- | ----- |
| 0     | 95 o +  | 0     |
| 0     | 90 a 94 | 0     |
| 0     | 85 a 89 | 0     |
| 0     | 80 a 84 | 0     |
| 8     | 75 a 79 | 4     |
| 0     | 70 a 74 | 12    |
| 0     | 65 a 69 | 0     |
| 0     | 60 a 64 | 0     |
| 8     | 55 a 59 | 4     |
| 0     | 50 a 54 | 8     |
| 0     | 45 a 49 | 8     |
| 4     | 40 a 44 | 0     |
| 0     | 35 a 39 | 0     |
| 8     | 30 a 34 | 0     |
| 4     | 25 a 29 | 12    |
| 4     | 20 a 24 | 0     |
| 0     | 15 a 19 | 4     |
| 0     | 10 a 14 | 0     |
| 4     | 5 a 9   | 0     |
| 0     | 0 a 4   | 0     |

## Economia
El 2007 la població en edat de treballar era de 38 persones, 25 eren actives i 13 eren inactives. De les 25 persones actives 24 estaven ocupades (15 homes i 9 dones) i 1 aturada (1 dona i 1 dona). De les 13 persones inactives 7 estaven jubilades, 5 estaven estudiant i 1 estava classificada com a «altres inactius».
Activitats econòmiques
Dels 4 establiments que hi havia el 2007, 1 era d'una empresa de transport, 1 d'una empresa immobiliària i 2 d'empreses classificades com a «altres activitats de serveis».
L'any 2000 a Audouville-la-Hubert hi havia 17 explotacions agrícoles que ocupaven un total de 693 hectàrees.

## Poblacions més properes
El següent diagrama mostra les poblacions més properes.